# 제45회 금마장
제45회 금마장은 2008년 12월 6일에 열린 시상식이다.

## 수상 및 후보

### 장편영화상
- 명장 - 진가신 수상
- 하이자오 7번지 - 웨이 더솅
- 좌절금지! - 양야체
- 집결호 - 펑샤오강
- 오션 플레임 - 유분두

### 단편영화상
- Hopscotch - Chiang Hsiu-Chiung 수상
- My Grandma - Tsai Tsung-han
- A Son - 청 원탕
- 터널의 끝 - 장영치

### 다큐멘터리상
- 양쯔강을 따라서 - 창 융 수상
- This Darling Life
- Erotic Float Dancers

### 감독상
- 명장 - 진가신 수상
- 하이자오 7번지 - 웨이 더솅
- 경박한 일상 - 펑하오샹
- 런 파파 런 - 실비아 창

### 남우주연상
- 집결호 - 장한위 수상
- 오션 플레임 - 리아오 판
- 명장 - 이연걸
- 런 파파 런 - 고천락

### 여우주연상
- 성 공작자 2 - Prudence Liew 수상
- 오션 플레임 - Monica Mok
- 친밀 - 임가흔
- 먀오 먀오 - Sandrine Pinna

### 남우조연상
- 하이자오 7번지 - Ma Ju-Lung 수상
- 경박한 일상 - 진혁신
- 노면주차 - 대립인
- 적벽대전 1부 - 거대한 전쟁의 시작 - 후준

### 여우조연상
- 좌절금지! - 팡 메이 수상
- Money No Enough Ⅱ - Lai Ming
- Detours to Paradise - Li-Qi Wu
- 런 파파 런 - 묘가수

### 신인배우상
- Hopscotch - Suming Chiang 수상
- 하이자오 7번지 - 타나카 치에
- 하이자오 7번지 - Johnny C.J. LIN
- 좌절금지! - Pang Chin-Yu

### 각본상
- 구월풍 - 임서우 수상
- 좌절금지! - 양야체
- 친밀 - 안서

### 각색상
- 집결호 - 류항 수상
- 경박한 일상 - 펑하오샹

### 촬영상
- 참새 - 정조강 수상
- 하이자오 7번지 - 전정장
- 오션 플레임 - Chen Chor Keung 외1명
- 명장 - 황악태

### 편집상
- 커넥트 - Chi Wai Yau 수상
- 구월풍 - Chen Hsiao-Dong
- 명장 - Wenders Li
- 친밀 - 궝취렁

### 미술상
- 노면주차 - Chao Shih Hao 수상
- 오션 플레임 - Li Yang 외1명
- 명장 - 김원혁
- 적벽대전 1부 - 거대한 전쟁의 시작 - 티미 입

### 액션감독상
- 커넥트 - Li Chung Chi 수상
- 집결호 - Park Ju-Chun
- 연의 황후 - Ma Yuk-Sing 외2명
- 명장 - 정소동

### 영화음악상
- 하이자오 7번지 - Lu Fred 외1명 수상
- 명장 - Chan Kwong-Wing 외4명
- 12 연화 - Ricky Ho
- 참새 - Fred Avril 외1명

### 분장/의상디자인상
- 캔디 레인 - Luke Huang 외1명 수상
- 경박한 일상 - 만림중
- 명장 - 김원혁
- 적벽대전 1부 - 거대한 전쟁의 시작 - 티미 입

### 시각효과상
- 명장 - Ng Yuen-Fai 외2명 수상
- 집결호 - 필 존스
- 적벽대전 1부 - 거대한 전쟁의 시작 - Craig Hayes 외1명
- CJ7 - 장강7호 - 에디 웡 외1명

### 음향효과상
- 미싱 - 스티브 버제스 수상
- 하이자오 7번지 - Tu Duu-Chi
- 집결호 - 왕단융 외1명
- 명장 - Sunit Asvinikul 외1명

### 평생공로상
- 창펑 수상

### 최우수대만영화인상
- 웨이 더솅 수상